# Titan Desert

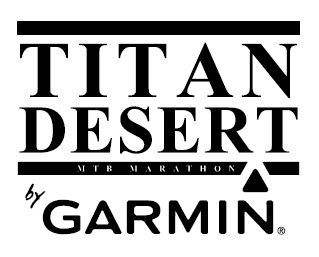
Logotype Titan

La Titan Desert es una competición de ciclismo de montaña por etapas, realizada durante 6 días en el desierto de Marruecos (variables según el año). Esta prueba también ha sido realizada en España, en concreto en el Desierto de Tabernas (Almería). El evento fue ideado y desarrollado por Juan Porcar, basado en la filosofía del París-Dakar, con recorridos muy poco señalizados, donde la navegación y la orientación juegan un papel fundamental. La dureza de la prueba viene marcada por la larga distancia de las etapas (teniendo en cuenta que es mountain bike) y por el entorno. El desierto es muy exigente para los ciclistas, por el intensísimo calor, las fuertes rachas de viento, las interminables llanuras, tramos de arena que frenan o incluso deben cruzarse a pie, y pistas muy pedregosas que castigan tanto a los ciclistas como a las bicis.
Esta prueba la organiza RPM, especialista en este tipo de eventos. En 2017, RPM se asoció con Amaury Sport Organisation (ASO) para continuar organizando la Titan Desert.

## Ediciones
En el año 2006 se inició la primera edición de la Titan Desert, detalles:

### 2006
En la edición del 2006 los participantes tuvieron que superar 350 km por el desierto distribuidos en 4 etapas. Los ganadores fueron:
- Ganador Absoluto: Pedro Vernis
- Sub-23: Josep Borràs Tarancón
- Máster: Aleix Bargans
- Femenina: Amparo Ausina

### 2007
La edición del 2007 estuvo marcada por la presencia de ex corredores profesionales y de la lluvia. Abraham Olano, Peio Ruiz Cabestany y Melchor Mauri lucharon con casi 300 corredores en la titánica competición.
Las fuertes tormentas que cayeron en los primeros días de la competición obligaron a la organización a cambiar el recorrido. De los 450 km previstos en 5 etapas, se corrieron 240 km más 135 km de enlaces por carreteras en 4 días.
- Ganador Absoluto: Melchor Mauri
- Sub-23: Josep Borràs Tarancón
- Máster: Gonzalo Ceballos Cortes
- Femenina: Isabel Gandía Martínez

### 2008
Volvió a contar con destacados exciclistas profesionales como Claudio Chiappucci o los ya habituales Mauri o Cabestany. Aun así, se impuso con autoridad el bejarano exprofesional Roberto Heras.
- Ganador Absoluto: Roberto Heras
- Femenina: Núria Lauco Martínez

### 2009
En la edición del 2009 los participantes tuvieron cinco largos días de competición atravesando 500 kilómetros del desierto marroquí, para finalizar los participantes de la cuarta edición de la Nissan Titan Desert.
Los ganadores fueron:
- Ganador Absoluto: Israel Nuñez
- Femenina: Ariadna Tudel
- Equipos: CMR‐Evolution

### 2010
La edición 2010 de la Nissan Titan Desert se disputó del 3 al 7 de mayo entre las localidades de Arfoud y Uarzazat, con 480km de recorrido tuvo dos grandes etapas de montaña que coronaron a Roberto Heras como vencedor, por segundo año, de la dura prueba marroquí. Con récord absoluto de inscritos 328 participantes tomaron la salida y tras 5 etapas 289 llegaron a meta. La gran sorpresa la dieron los participantes de la República Checa Ondrej Fojtik y Martin Horak que dominaron las dos primeras etapas de la edición 2010. 
- Ganador Absoluto: Roberto Heras
- Femenina: Nuria Lauco
- Equipos: RadikalBikes

### 2011
Casi 500 participantes llegaron a Erfoud en Marruecos, durante la mañana del domingo 8 de mayo. A lo largo de toda la jornada, fueron pasando los controles administrativos y de verificaciones para la sexta edición de la Milenio Titan Desert by Powerade. Con temperaturas de más de 35 °C los participantes parecían contentos y confiados a pesar de lo que les esperaba en los días siguientes.
La primera etapa, entre Erfoud y Boudnib, con 87km de recorrido, representa el primer obstáculo para los participantes. El calor apretaba en las dunas de Erfoud y Roberto Heras fue capaz de aprovechar su experiencia sobre el terreno y tomó algunos minutos de ventaja sobre sus principales rivales. Él y su compañero de equipo, el portugués Luís Leao Pinto, se escaparon del resto del grupo y empezaron a ganar terreno y alcanzaron una ventaja de 8 minutos en el paso por el segundo CP.
Tras ellos, el resto del grupo empezaba a apretar fuerte y Roberto Heras y su compañero sufrían por el esfuerzo realizado… por detrás el grupo empezaba a alcanzarles y en el Avituallamiento 3 la ventaja se había reducido a tan solo 3 minutos. Pinto avisaba a Heras que no era capaz de mantener el ritmo por lo que el español tuvo que realizar los 20 últimos kilómetros en solitario con Milton Ramos y Triki Beltrán pisándole los talones.
En la línea de meta, Roberto Heras mantenía una ventaja de 56 segundos sobre Milton Ramos, distancia suficiente para mantenerse optimista de cara a las siguientes etapas.
En los siguientes cuatro días, Roberto Heras y Milton Ramos jugaron al gato y al ratón marcándose de cerca en los sectores cronometrados. Cuando Heras realizaba un movimiento de ataque, Milton le seguía y cuando Milton intentaba escaparse, Heras o Pinto o cualquiera del grupo delantero estaba ahí para evitar que escapase.
Al final de la quinta etapa, la diferencia entre Heras y Ramos era de tan sólo 54 segundos tras 500km. Los favoritos estaban preparados para el último asalto en España.
La última etapa de Abla a Granada, con 110km y 2000m de desnivel positivo acumulado debían decidir al ganador de la carrera. Antes de la salida de la etapa, Roberto colocó su bicicleta justo detrás de la de Milton, como queriendo decir: ‘No vas a ir muy lejos’. Pero Milton quería jugar su última carta en una de las grandes pendientes de la etapa. En el kilómetro 60, atacó e intentó conseguir algo de ventaja mientras pasaban por el segundo punto de control pero Pinto y Heras le alcanzaron al cabo de pocos kilómetros. Sin muchas más opciones para el español de origen hondureño, Milton y Heras cruzaron la línea de meta juntos y el bejarano se convirtió en ganador de la prueba del desierto por tercera vez.

### 2012
Roberto Heras ha conseguido su cuarta victoria en la Milenio Titan Desert by Gaes tras las conseguidas en 2008, 2010 y 2011 y a sus 38 años continua con su reinado en la carrera del desierto. El ciclista español ha superado al portugués Luís Leao Pinto en más de nueve minutos, gestionando a la perfección la renta obtenida en la cuarta etapa en la montaña. En tercera posición finalmente ha acabado el checo Tomas Vrokrouhlik tras una intensa lucha con Milton Ramos y Eduardo Gonzalo. La victoria en categoría femenina ha sido para la estadounidense Rebecca Rusch, que ha conseguido quitarse la espina clavada desde la pasada edición en que fue subcampeona.
La Milenio Titan Desert by Gaes 2012 ha tocado su fin con la última etapa de 102,97km entre Mcissi y Maadid. La jornada ha estado marcada por el intenso marcaje que ha realizado Roberto Heras sobre su gran rival Luís Leao Pinto que se ha visto condicionado por el ritmo impuesto en el grupo delantero que ha estado formado por más de 30 ciclistas hasta el paso por el primer punto de control.
Al paso por el punto kilométrico 30 Milton Ramos ha sufrido un pinchazo y ha quedado descolgado, momento en que Vrokrouhlik ha aprovechado para titar muy fuerte del grupo y peleárle los cuatro minutos de ventaja que tenía el hondureño sobre él. Con él se ha ido Pinto y tras el portugués se enganchaba Roberto Heras dividiendo el grupo de cabeza y dejando tan solo una decena de supervivientes al frente del pelotón.
A medida que se acercaban a la línea de meta los principales favoritos tomaban posiciones para disputar la victoria de etapa y en los últimos metros Luís Leao Pinto lanzaba un ataque para conseguir el triunfo de etapa y Roberto aguantaba el ataque hasta la misma línea de meta donde el portugués se ha adjudicado la cuarta victoria de etapa de esta edición.
Roberto Heras aseguraba tras cruzar la línea de meta: "Estoy muy feliz y orgulloso de haber conseguido mi cuarta victoria en esta carrera que está siendo más y más complicada cada año. No hemos tenido ni una jornada de descanso y todas las etapas han estado cargadas de dificultades. Gracias al equipo he podido conseguir una nueva victoria. Me siento muy bien en esta carrera, mentalmente estoy muy fuerte y en esta carrera es quizás lo que más cuenta".
Luís Leao Pinto se ha mostrado muy satisfecho por su segunda posición en la general "Estoy muy contento de haber luchado por la victoria, he tenido en Roberto un gran rival y todos sabemos que Roberto es mucho Roberto, es un competidor excepcional y un gran amigo. Me alegro mucho por él"

### 2013
De principio a fin, la Milenio Titan Desert by GAES ha tenido un gran dominador, el portugués Luis Leao Pinto (Bicis Esteve). Coronado como nuevo Rey del Desierto, el luso consigue así su mejor victoria en esta épica prueba por el desierto de Marruecos. Tras haber finalizado el pasado año en segunda posición, Pinto sucede en el libro de oro de la carrera a Roberto Heras. Le acompañan en el podio Milton Ramos (Líder-Unical) y el checo OndrejFojtik (X-SportsCannondale).
La última etapa de la Milenio Titan Desert by GAES ha sido prácticamente un homenaje para todos los supervivientes, esos ‘titanes’ que se han dejado el alma para poder obtener el maillot de ‘finisher’. En este último esfuerzo, de 60 kilómetros entre Merzouga y Maadid, se ha llevado la victoria el checo Fojtik, tras superar al sprint a Milton Ramos y al propio Pinto.
Ya en la meta, el portugués no podía contener su emoción, después de una semana muy dura en la que ha tenido que superar las trampas del desierto y los ataques de los enemigos. Pinto basó su triunfo en la carrera del desierto gracias a una espectacular actuación en la primera etapa, donde con un ataque demoledor dejó clavados a todos sus rivales.
Con una renta de 8 minutos y medio sobre sus principales oponentes, Pinto ha sabido regular y controlar la carrera cuando ha sido necesario, y sufrir cuando en la etapa de las dunas Milton Ramos casi le da la vuelta a la clasificación. Finalmente su triunfo ha sido por 2 minutos y 7 segundos respecto al hispano-hondureño.
“Para mí ganar la Milenio Titan Desert by GAES era muy importante, lo tenía como un objetivo en mi carrera deportiva. Pienso que esto es un punto clave en mi carrera, porque con esto voy a tomar una decisión muy importante”, ha adelantado el portugués, muy feliz por la victoria.
El campeón se ha acordado de Roberto Heras, al que sucede en el palmarés, y ha lamentado que tuviera que abandonar por una fractura de clavícula.
La octava edición de la Milenio Titan Desert by GAES ha dejado grandes nombres, como el del italiano MarzioDeho –vencedor de dos etapas a los 44 años-, el checo OndrejFojtik –tercero en el podio- o Claudia Galicia, la incontestable dominadora en la categoría femenina.
Pero, sin duda, lo más importante ha sido ver como todos aquellos amantes del mountainbike que no son profesionales se han sacrificado al máximo para conseguir su sueño, llegar a la meta de Maadid. Una recompensa enorme tras muchos meses de preparación, y una experiencia inolvidable.

### 2014
La edición 2014 de la Titan Desert by GARMIN tuvo como ganador al checo Ondrej Fojtik (X-Sports Cannondale), que tras varios años en el podio (segundo en 2010 y tercero en 2013), al fin pudo obtener el triunfo final de esta épica carrera. La prueba, en su novena edición, es recordada por ser la más dura disputada hasta el momento, puesto que fue la más larga de la historia con más de 700 kilómetros en 6 etapas.
La participación fue de un total de 425 'bikers'. El checo Fojtik dio un golpe de autoridad en la etapa 5, donde consiguió vestirse de líder tras un ataque en la jornada del paso de dunas y el novedoso Paso Garmin -tramo de 40km sin flechar-. En la clasificación final, el hispano-hondureño Milton Ramos fue segundo y el español Óscar Pujol, vencedor de una etapa, tercero.
Fue una edición muy dura, pero que dejó grandes sensaciones entre todos los participantes.Con salida en Midelt, los ciclistas afrontaron jornadas de alta montaña por el Atlas marroquí hasta llegar a la zona más desértica de Erfoud. La etapa final, concluyó en Maadid. En féminas, la catalana Claudia Galicia fue la gran dominadora imponiéndose en todas las etapas y en la general final.
Cabe destacar la participación del primer diabético del mundo en realizar esta dura prueba, Antonio Lledó, un cartagenero que supo demostrar que con diabetes también se puede acabar una Titan Desert. El esfuerzo y la superación fueron sus principales valores.

### 2015
La edición del Décimo Aniversario de la Titan Desert by Garmin superó todos los récords de participación con 603 participantes. Esta edición supuso la consagración del colombiano Diego Alejandro Tamayo (Zarabici-Trek) como vencedor de la carrera, demostrando que fue el más regular de todos los participantes que tomaron la salida el pasado 27 de abril. Los españoles Ibon Zugasti (Probike) y Enrique Morcillo (Scott Team), completaron el podio.
Tamayo sentenció la carrera en la etapa Garmin de navegación, donde fue el mejor de los favoritos y desbancó del liderato de José Silva, que se había impuesto en la primera etapa y dominaba con autoridad la carrera. En la última etapa, el colombiano únicamente marcó a Ibon Zugasti para asegurarse el liderato y poder celebrar su triunfo.
La Décima edición de la carrera tuvo como principal novedad una etapa completa de navegación, sin ningún tipo de flechaje, maximizando la aventura de los bikers. Entre los participantes de esta edición se encontraron personajes tan destacados como el ganador del Tour 2006 Oscar Pereiro, el excapitán del Atlético de Madrid Roberto Solozábal, la excapitana de la selección española de baloncesto Elisa Aguilar, o el exjugador de baloncesto Iñaki de Miguel. También el periodista de Fórmula 1 Antonio Lobato.

### 2016
La undécima edición de la Gaes Titan Desert by Garmin se celebró del 24 al 30 de abril de 2016. La prueba descubrió por primera vez la provincia de Ifrane, donde se disputaron dos etapas montañosas, de paisaje prácticamente alpino. Tras una jornada de traslado, la carrera llegó al desierto para disputar cuatro etapas más. El vencedor en la clasificación general absoluta fue el español Josep Betalú, por delante del vasco Julen Zubero y el portugués José Silva. En féminas, Ramona Gabriel dominó la Titan con mano de hierro e inscribió por primera vez su nombre en el palmarés.

### 2017
La duodécima edición de la Gaes Titan Desert by Garmin será recordada por sus espectaculares paisajes, su dureza extrema y por la batalla titánica que protagonizaron Josep Betalú y Roberto Bou, en una carrera con emoción hasta el final. Betalú se impuso únicamente por 35 segundos en la general, en la edición más ajustada de la historia. En la categoría femenina fue la catalana Anna Ramírez quién se llevó el premio como vencedora. Una edición espectacular de puro desierto para recordar.

### 2018
La decimotercera edición de la carrera tuvo lugar del 29 de abril al 4 de mayo de 2018. Un recorrido de 620 kilómetros de distancia y 7.500m de desnivel repartidos en 6 etapas, con inicio en Boumalne Dades en una primera etapa en bucle, para finalizar la aventura en Maadid. Una edición que batió numerosos récords: récord de participantes, con 612 inscritos; récord de finishers, con un total de 546 llegados a meta; récord de participación femenina, con 70 mujeres en la prueba; y con más de un 15% de corredores extranjeros provenientes de 24 países. Josep Betalú, ciclista del Doctore Bike Team – BMC consiguió su tercera corona consecutiva. Ens egunda posición se clasificó Ramón Sagués y tercero Roberto Bou.. En categoría femenina, Ramona Gabriel se alzó con la victoria dominando a todas sus rivales desde el primer día. Anna Ramírez, la vigente vencedora, terminó segunda y el podio lo completó Veerle Cleiren en tercera posición.

### 2019
La Garmin Titan Desert 2019 tuvo lugar del 28 de abril al 3 de mayo de 2019, en Marruecos. Josep Betalú y Anna Ramírez se convirtieron en los flagrantes vencedores de la carrera, que empezó en Merzouga y puso su meta en Maadid. Por el camino, 600 kilómetros de arena, montañas, preciosos paisajes, esfuerzo… Una aventura maravillosa que contagia cada vez a más ciclistas de todo el mundo. Joaquim Purito Rodríguez, Sylvain Chavanel, Abraham Olano, Haimar Zubeldia o José Luis Carrasco fueron algunos de los ilustres participantes de esta edición. De todos ellos, un nombre ha destacado sobremanera, venía de ganar en 2016, 2017, 2018… y también lo hizo en 2019. Josep Betalú dominó el desierto como nadie y se convirtió en el primer ciclista en la historia de la Titan en lograr cuatro victorias de forma consecutiva. Roberto Heras, suma el mismo número, pero no de forma consecutiva. Esta edición es recordada por la hazaña de Álex Roca Campillo, un atleta con parálisis cerebral y un 76% de discapacidad física, que consiguió terminar una prueba que el año anterior hubo de abandonar a la mitad.

### 2020
La Titan Desert 2020 tuvo lugar por primera vez fuera de Marruecos, en concreto en España, donde la Provincia de Almería fue la escogida para albergar esta prestigiosa prueba. Esta edición, llamada oficialmente "Titan Desert Almería 2020", estuvo compuesta por 5 etapas, las cuales transcurrieron a lo largo de 5 días, entre el 2 y el 6 de noviembre de 2020. El recorrido discurrió principalmente a través del Desierto de Tabernas, el cual es el único desierto de Europa. La prueba no obstante también tuvo la oportunidad de recorrer otras zonas de Almería como El Toyo (Retamar), Níjar, Cabo de Gata, la Sierra de Los Filabres y Sierra Alhamilla. En cuanto a los participantes, en esta edición, la prueba tuvo el honor de contar con algunos prestigiosos ciclistas como son el caso de Miguel Induráin, Sylvain Chavanel, Haimar Zubeldia, Juanjo del Arco, David Arroyo, Clàudia Galicia, Mary Ferrón, o Michaela Sekulova entre otros muchos. El vencedor de la prueba en categoría masculina fue Sergio Mantecón, mientras que en categoría femenina Clàudia Galicia se hizo con la victoria.

## Palmarés
| Edición | Fecha | Salida - Llegada        | Campeón               | Subcampeón              | Tercero                   | Campeona femenina         |
| ------- | ----- | ----------------------- | --------------------- | ----------------------- | ------------------------- | ------------------------- |
| I       | 2006  | Maadid - Maadid         | Pedro Vernis De Prats | Josef Ajram             | Mauro Carné Carcas        | Amparo Ausina Pérez       |
| II      | 2007  | Maadid - Maadid         | Melcior Mauri         | Miguel Ángel Saez       | Santi Prat                | Isabel Gandía Martínez    |
| III     | 2008  | Boulemane - Maadid      | Roberto Heras         | Joan Llordera           | José Raul Hernández Silva | Núria Lauco Martínez      |
| IV      | 2009  | Tazzarine - Uarzazat    | Israel Núñez          | Ismael Ventura Sánchez  | Melcior Mauri             | Ariadna Tudel             |
| V       | 2010  | Maadid - Uarzazat       | Roberto Heras         | Ondrej Fojtik           | Marc Trayter Alemany      | Núria Lauco Martínez      |
| VI      | 2011  | Erfoud - Granada        | Roberto Heras         | Milton Ramos            | Luis Leao Pinto           | Celina Santos Carpintero  |
| VII     | 2012  | Merzouga - Maadid       | Roberto Heras         | Luis Leao Pinto         | Tomas Vrokrouhlik         | Rebecca Rusch             |
| VIII    | 2013  | Boulemane - Maadid      | Luis Leao Pinto       | Milton Ramos            | Ondrej Fojtik             | Claudia Galicia           |
| IX      | 2014  | Midlet - Maadid         | Ondrej Fojtik         | Milton Ramos            | Óscar Pujol               | Claudia Galicia           |
| X       | 2015  | Boulemane - Maadid      | Diego Tamayo          | Ibon Zugasti            | Enrique Morcillo          | Anna Ramírez              |
| XI      | 2016  | Ifrane - Maadid         | Josep Betalú          | Julen Zubero            | José Silva                | Ramona Gabriel Batalla    |
| XII     | 2017  | Maadid - Maadid         | Josep Betalú          | Roberto Bou             | Ignacio Ariel Gili        | Anna Ramírez              |
| XIII    | 2018  | Boulemane - Maadid      | Josep Betalú          | Ramon Sagues            | Roberto Bou               | Ramona Gabriel Batalla    |
| XIV     | 2019  | Merzouga - Maadid       | Josep Betalú          | Guillem Muñoz           | Moisés Dueñas             | Anna Ramírez              |
| XV      | 2020  | Almería - Almería       | Sergio Mantecón       | Josep Betalú            | David Arroyo              | Clàudia Galicia           |
| XVI     | 2021  | Boumalne Dades - Maadid | Konny Looser          | Haimar Zubeldía         | Guillem Muñoz             | Ariadna Ródenas           |
| XVII    | 2022  | Merzouga - Maadid       | Konny Looser          | Francisco Herrero       | Julen Zubero              | Anna Ramírez              |
| XVIII   | 2023  | Merzouga - Maadid       | Roberto Bou           | Bandera de ?            | Bandera de ?              | Tessa Kortekaas           |
| XIX     | 2024  | Boumalne Dades - Maadid | Luis León Sánchez     | Sergio Mantecón         | Riccardo Chiarini         | Tessa Kortekaas           |
| XX      | 2025  | Merzouga - Maadid       | Andrey Amador         | Francisco Herrero Cadas | Luis León Sánchez         | Pilar Fernandez Hernandez |

## Palmarés por países

### Palmarés masculino
| País            | Victorias |
| --------------- | --------- |
| España          | 14        |
| Suiza           | 2         |
| Portugal        | 1         |
| República Checa | 1         |
| Colombia        | 1         |
| Costa Rica      | 1         |

### Palmarés femenino
| País           | Victorias |
| -------------- | --------- |
| España         | 16        |
| Países Bajos   | 2         |
| Portugal       | 1         |
| Estados Unidos | 1         |